# Eatoniella roseocincta
Eatoniella roseocincta är en snäckart som först beskrevs av Suter 1908.  Eatoniella roseocincta ingår i släktet Eatoniella och familjen Eatoniellidae. Inga underarter finns listade i Catalogue of Life.